# Unternehmensauflösung
Als Unternehmensauflösung bezeichnet man die Auflösung eines Unternehmens aufgrund der Einstellung der Geschäftstätigkeit am Ende seiner Bestandsdauer. Sie kann eine der Folgen eines Insolvenzverfahrens sein. Zu ihrem Zweck erfolgt die Veräußerung aller Vermögensgegenstände des Unternehmens (Liquidation). Ziel ist die Tilgung der Schulden des Unternehmens aus dem Erlös sowie die Ausschüttung des möglichen Veräußerungsgewinns an die Inhaber. Bei einem negativen Saldo wird der verbleibende Veräußerungsverlust auf die Eigentümer gemäß ihrer Anteile verteilt.
Die Unternehmensauflösung ist eine der Unternehmensphasen, die die „genetische Gliederung“ der Betriebswirtschaftslehre prägen, und somit ein Gegenpol zur Unternehmensgründung. Sie ist abzugrenzen vom Unternehmensverkauf, nach dem die Tätigkeit des Unternehmens im Sinne seines Zweckes nach Übernahme weiterhin ausgeübt wird. Sollten die neuen Eigentümer eine Fusion vornehmen, wäre dazu ebenfalls eine Unternehmensauflösung im rechtlichen Sinne notwendig, mit der der Bestand als Juristische Person endet.
Nach der Liquidation findet die Unternehmensauflösung ihren Abschluss durch die Löschung des Unternehmens im Handelsregister und somit die Vollbeendigung. Dem entspricht bei Einzelunternehmern, die nicht Kaufmann im Sinne des Handelsgesetzbuches sind, die Gewerbeabmeldung.
Die Auflösung des Unternehmens ist von der Auflösung der Unternehmensträgerin zu unterscheiden, d. h. der natürlichen Person, Personengesellschaft oder juristischen Person, die das Unternehmen trägt. Wenn das Unternehmen aufgelöst wird, besteht die Unternehmensträgerin fort, es sei denn, auch diese wird – in einem eigenständigen Verfahren – aufgelöst.